# Byrtferth de Ramsey
Byrhtferth (c. 970 – c. 1020) fue un sacerdote y monje inglés que vivió en la abadía de Ramsey. 
Provocó un profundo impacto en la vida intelectual de la Inglaterra anglosajona y escribió muchas obras sobre computística, hagiografía e historia. Fue un científico reconocido, muy conocido por una diversidad de obras (si bien es posible que no haya escrito él mismo varias de ellas). Su Manual (Enchiridion), un libro de texto científico, es la obra más conocida.